# Olijfrugbladspeurder
De olijfrugbladspeurder (Automolus infuscatus) is een zangvogel uit de familie Furnariidae (ovenvogels).

## Verspreiding en leefgebied
Deze soort telt vier ondersoorten:
- A. i. infuscatus: zuidoostelijk Colombia, oostelijk Ecuador, oostelijk Peru en noordwestelijk Bolivia.
- A. i. badius: oostelijk Colombia, zuidelijk Venezuela en noordwestelijk Brazilië.
- A. i. cervicalis: zuidoostelijk Venezuela, de Guyana's en noordoostelijk Brazilië.
- A. i. purusianus: westelijk Brazilië.

## Status
De grootte van de populatie is niet gekwantificeerd maar de soort heeft een erg groot verspreidingsgebied en er zijn geen aanwijzingen dat zijn voortbestaan wordt bedreigd. Op de Rode lijst van de IUCN heeft deze soort de status niet bedreigd.